# Пелагеинское
Пелагеинское — деревня в Кимрском районе Тверской области России. Входит в состав Приволжского сельского поселения.
Расположена на правом (северном) берегу реки Хотчи, в 4 км выше места её впадения в Волгу; по автомобильным дорогам в 120 км к востоку от Твери и в 23 км к северо-востоку от Кимр. Абсолютная высота — 118 метров над уровнем моря.

## Население
| 2002 | 2010 |
| ---- | ---- |
| 19   | ↘15  |

Согласно результатам переписи 2002 года, в национальной структуре населения русские составляли 100 % из 19 человек.